# Dannate nuvole
Dannate nuvole è un singolo di Vasco Rossi, pubblicato il 14 marzo 2014. L'annuncio è arrivato sul sito ufficiale dell'artista il 28 febbraio precedente. Sulla pagina Facebook ufficiale di Vasco Rossi il lyric video del brano è stato postato alle 23:06 del giorno precedente.
Ispirato dal libro Così parlò Zarathustra di Friedrich Nietzsche, il brano è stato registrato negli studi "Speak Easy" di Los Angeles e all'Open Digital di Bologna.
La canzone entra direttamente al primo posto della classifica dei singoli più scaricati da iTunes Italia della seconda settimana di marzo del 2014. Nella classifica FIMI debutta invece al secondo posto.

## Formazione
Musicisti
- Vasco Rossi – voce
- Guido Elmi – arrangiamento, percussioni
- Matt Laug – batteria
- Vince Pastano – basso, chitarra, tastiera
- Saverio "Sage" Principini – basso, tastiera
- Stef Burns – assolo di chitarra
- Alex Alessandroni – tastiera
- Annalisa Giordano – cori

Produzione
- Guido Elmi – produzione
- Vasco Rossi – produzione
- Floriano Fini – coordinamento produzione
- Nicola Venieri – registrazione, missaggio
- Saverio "Sage" Principini – registrazione aggiuntiva
- Maurizio Biancani – mastering

## Classifiche

### Classifiche settimanali
| Classifica (2014) | Posizione massima |
| ----------------- | ----------------- |
| Italia            | 2                 |
| Svizzera          | 64                |

### Classifiche di fine anno
| Classifica (2014) | Posizione |
| ----------------- | --------- |
| Italia            | 80        |